# Manuela Mock
Manuela Mock (* 22. Juli 1961 in Wiesbaden) ist eine deutsche Reality-Show-Darstellerin. Größere Bekanntheit erlangte Mock im Jahr 2016 als Teilnehmerin der Dokumentation über Udo Lindenberg „Udo und ich – ganz mein Ding“ und als Autorin des Buches „Eine echte DIVA“. Seitdem wirkte sie in weiteren Formaten des Reality-TV mit und schreibt für verschiedene Magazine unter dem Pseudonym „Prinzessin vom Main“.

## Leben
Als Kind nahm die Tochter eines Opernsängers Schauspielunterricht. Mit 16 zog sie nach Frankfurt und erkannte im Bahnhofsviertel ihre Liebe zu schillernden Kleidern und Federboas. Travestie-Theater wurden ihr ein zweites Zuhause und bald stand sie als einzige Frau unter Männern selbst auf der Bühne solcher Theater und sang. Unter dem Namen Transnormal eröffnete Mock die erste „Damenboutique für den Herrn“ in Frankfurt.
Im April 2017 heiratete sie Simone Simon, die – trotz ihres Vornamens – ein Mann ist. Trauzeugin war Mocks Freundin Ingrid Steeger.

## Fernsehauftritte
- 2006: L wie Lafer SWR Kochshow mit Johann Lafer
- 2010: Gegen den Strich (Folge 9) ZDFneo
- 2010: mieten, kaufen, wohnen
- 2012: Das perfekte Dinner
- 2015: Shopping Queen
- 2017: Köln 50667 (Folge 1141–1171)
- 2018: Ohne Filter – So sieht mein Leben aus! RTL